# Абд ар-Рахман аль-Кавакиби
Абд ар-Рахман ибн Ахмад аль-Кавакиби (араб. عبد الرحمن الكواكبي‎; 9 июля 1855, 8 июля 1855 или 1849, Алеппо — 14 июня 1902 или 22 июня 1902, Каир) — сирийский исламский реформатор, писатель, издатель, журналист и общественный деятель, один из первых теоретиков панарабизма. Аль-Кавакиби был одним из самых видных интеллектуалов своего времени, однако его мысли и труды были связаны практически исключительно с вопросами исламской идентичности и панарабизма. Его критика режима Османской империи в значительной степени привела к зарождению среди арабов движения по созданию собственного государства и стала основой для панарабского национализма. Аль-Кавакиби сформулировал свои идеи в двух известных книгах: «Мать городов» (Умм аль-кура, 1899) и «Природа деспотизма и борьба с порабощением» (Табаи аль-истибдад ва-масари аль-истибад, 1900/1901).

## Биография
Его полное имя: ‘Абд ар-Рахман ибн Ахмад ибн Бахаи ибн Мухаммад ибн Мас‘уд аль-Кавакиби (араб. عبد الرحمن بن أحمد بهائي بن محمد بن مسعود الكواكبي‎). Абд ар-Рахман аль-Кавакиби родился 12 сентября 1849 года в Алеппо (совр. Сирия). По другим данным родился в 1854 году. Семья имела персидское (по другой версии курдское) происхождение. Получил образование в учебных заведениях Антакии (Антиохии) и Алеппо. Кроме традиционных исламских дисциплин, изучал языки (арабский, турецкий и персидский), а также ряд светских гуманитарных наук. Предки Абд ар-Рахмана аль-Кавакиби приехали в Алеппо из Ардебиля. Из этой семьи вышли многие известные в своё время учёные (улемы) и административные деятели, один из которых учредил медресе аль-Кавакибийя, построенное по типу каирского университета аль-Азхар. Отец Абд ар-Рахмана — Ахмад аль-Кавакиби преподавал шариат в знаменитой мечети Омейядов в Дамаске. Незадолго до рождения сына вернулся в Алеппо.
Абд ар-Рахман рано потерял мать. Воспитывался в Антиохии тёткой по материнской линии, которая была умная и очень образованной по тому времени. Чтению и письму мальчик выучился в начальной школе, после чего перешёл на домашнее обучение, где обучался турецкому и персидскому языкам. Был учеником дяди по материнской линии, который, как сообщается, когда-то был наставником принца Аббаса Хильми. Затем его отдают в медресе аль-Кавакибийя. В медресе он изучает шариат, исламское право (фикх), логику (мантик), арабскую литературу (адаб), историю и т. д. мальчик особенно увлекается естественными науками (физикой, математикой), очень много читал, занимается историей культуры и т. д. Исключительные способности Абд ар-Рахмана с юных лет снискали ему широкую известность в городе.
Абд ар-Рахман аль-Кавакиби принимал активное участие в издательской деятельности, а также в сфере образования. В 1875—1880 годах он редактировал арабо-османскую газету аль-Фурат. Газета выходила раз в неделю на арабском и турецком языках. Несмотря на высокое жалованье, аль-Кавакиби скоро бросает работу, так как газета не позволяла ему высказывать свои мысли и критиковать существующий порядок. Пытался издавать частные арабские еженедельники аш-Шахба (1878) и аль-Итидаль (1879). Абд ар-Рахман аль-Кавакиби работал в комитете по вопросам просвещения, заведовал типографией; был шариатским судьёй, занимался торговлей, был инспектором табачной монополии Режи, директором сельскохозяйственного банка, стоял во главе торговой палаты Алеппо. В 1892 году возглавил мэрию Алеппо. Работая в администрации, сталкивался с делами простых людей, видел продажность чиновников и самоуправство судей. Много времени проводил в своей конторе, разбирая жалобы обиженных и пытался им помочь, за что пользовался уважением и любовью простых горожан. Люди даже прозвали его Абу Ду‘афа (араб. أبو الضعفاء‎ —  «Отец слабых»‎).
Затем аль-Кавакиби занялся журналистикой и стал первым профессионалом-журналистом в Алеппо. В 1877 году совместно с Михаилом ибн Антуном Саккалем и Ханшимом аль-Уттаром приступил к изданию еженедельной газеты аш-Шахба. Из-за политической направленности статей, по распоряжению тогдашнего губернатора Алеппо Камиль-паши газета была закрыта после второго номера. 25 июля 1879 году аль-Кавакиби выпустил первый номер своей новой газеты И‘тидаль («Честность»). В этой газете были кратко сформулированы некоторые идеи, которые аль-Кавакиби впоследствии развил в своих произведениях «Природа деспотизма» и «Мать городов». Эту газету также закрыли по распоряжению властей. Таким образом, аль-Кавакиби стал нежелательным человеком для чиновников. Для привлечения на свою сторону ему дают высокое звание и награждают орденом. Поняв безрезультатность своих действий, на него пишут жалобы и сочиняют доносы, обвиняя в участии в тайном обществе младотурок.
В конце 1890 году губернатором Алеппо стал самодур и взяточник Ариф-паша, которого аль-Кавакиби нещадно разоблачал и критиковал. По ложному обвинению местный суд приговорил его к смертной казни, за попытку вызвать столкновение между мусульманским и армянским населением Алеппо. Аль-Кавакиби и его друзья добились пересмотра дела в бейрутском суде высшей инстанции, который оправдал его, но конфисковал имущество. Чтобы избежать нового ареста, в 1900 году аль-Кавакиби сообщил близким и знакомым, что отправляется в Стамбул хлопотать о назначении на новую должность, но тайно отправился в Египет.
В Каире сблизился с хедивом Египта Аббасом II Хильми (прав. в 1892—1914 гг.). Через Рашида Риду аль-Кавакиби познакомился в Каире с издателем крупнейшей в то время в Египте газеты аль-Муайяд, Али Юсуфом. Аль-Кавакиби составил вместе с Ридой, Рафиком аль-Азмом (1865—1925 гг.), Мухаммедом Курд Али (1876—(1953 гг.), Селимом ан-Наджжаром и Абд аль-Хамидом аз-Захрави (1855—1916 гг.) постоянный кружок, в котором горячо обсуждались самые острые вопросы жизни Египта. В 1900 году газета аль-Муайяд начала печатать серию статей аль-Кавакиби, в которых резко звучала ненависть к деспотизму. В 1901 году статьи из аль-Муайяд вышли отдельной книгой под названием «Природа деспотизма и гибельность порабощения» (Табаи аль-истибдад).
Аль-Кавакиби также отправляется в путешествие. Посетил Сомали, оттуда на Занзибар и Эфиопию, путешествовал по Аравийскому полуострову, Индии и Восточной Африке. Довольно долго прожил в Мекке. В 1902 году Абд ар-Рахман аль-Кавакиби вернулся в Каир, но неожиданно там умираете. Ходили слухи, что его отравили по приказу султана. Эти слухи не лишены основания, так как султан справедливо видел в нём своего непримиримого врага и запретил распространение его произведений в империи. После смерти аль-Кавакиби не было найдено никаких рукописей или заметок, что является странным, так как просветитель и публицист, объехавший многие страны, должен был оставить хоть какие-то записки, заметки, наброски и пр. Возможно его бумаги были похищены агентами турецкого султана. В том же году в журнале аль-Манар начала печататься его первая книга «Умм аль-кура», или «Протоколы общества Умм аль-кура, или Конгресса исламского возрождения», написанная им в Алеппо до 1898 года. В этой книге нашли выражение общественно-политические и религиозно-реформаторские взгляды Абд ар-Рахмана аль-Кавакиби.
В честь аль-Кавакиби назван фонд.

## Взгляды
Главным направлением своей деятельности считал борьбу с деспотией османских турок. Аль-Кавакиби находился под влиянием учения Джамаль-ад-ина аль-Афгани, а также его ученика Мухаммеда Абдуха. Духовным наставником Абд ар-Рахмана аль-Кавакиби был Сейед Джамаль ад-дини аль-Асадабади. Аль-Кавакиби продолжал его идеи, особенно связанные с единением исламского мира, но в некоторых вопросах он был не согласен с ним. В отличие от аль-Асадабади, который считал главной причиной бед мусульман иностранцев (в частности англичан), аль-Кавакиби больше делал акцент на внутренних факторах отсталости мусульман и призывал их исправиться. По этой причине аль-Кавакиби активно призывал мусульман к учёбе.
Перу аль-Кавакиби принадлежат две книги в которых говорится об отсталости исламских стран, препятствиях прогресса и затрагивается вопрос единства исламской уммы: Табаи аль-истибдад и Умм аль-кура. В книге Табаи аль-истибдад затрагивается тему деспотии. При её написании аль-Кавакиби поинтересовался мнением известного итальянского националиста и мыслителя Витторио Альфьери, который будучи движимый идеями Монтескьё был ярым противником деспотии. Аль-Кавакиби в своих трудах упомянул Альфьери и интерпретировал его идеи в рамках исламских основ. Абд ар-Рахман аль-Кавакиби считал деспотию самой страшной бедой человечества, которая уничтожает человечность, распространяет все виды разврата и коррупции, препятствует правильному воспитанию обществ и развитию науки, искореняет свободу и делает религию средством своего господства и т. д.
Аль-Кавакиби считал основой деспотии слепое и неправильное подражание мусульман христианским чиновникам, а её главными врагами науку и просвещение. Он считал обязательной политическую осведомлённость для мусульман и повышение уровня политического сознания мусульман посредством религиозного сознания. Аль-Кавакиби считал такие понятия как деспотия и язычество идентичными. В преодолении деспотии он призывал вернуться к подлинному исламу (единобожию), но не допускал насильственных методов. Аль-Кавакибир считал ислам религией единобожия, которая пришла, чтобы искоренить язычество и установить единство; вера в единобожие служит источником освобождения от всего кроме Бога, что служит «фактором роста, развития, совершенства, единства и единения мусульманской уммы».
В другой своей книге Умм аль-кура аль-Кавакиби выдвигает идею единения исламской уммы под властью халифов из рода курайшитов с центром в Мекке (совр. Саудовская Аравия). В этой книге реформатор высказал идеи и мечты учёного об идеальном исламском обществе, описал причины слабости и деградации мусульман, а также поиск путей их решения посредством консультаций и сотрудничества между представителями всех исламских народов. Символом единства и сплочённости мусульман Абд ар-Рахман аль-Кавакиби считал международный конгресс исламских государств. Он верил, что решить проблемы исламских стран можно только посредством солидарности и единомыслия исламской уммы в рамках исламского конгресса.
В числе главных причин отсталости исламских сообществ аль-Кавакиби называет следующие:
- бедность, невежество и неосведомлённость и вытекающая из этого безнравственность;
- дух отчаяния и разочарования среди мусульман;
- предание забвению законов ислама и халатность в отношении религиозных вопросов;
- неправильное понимание и удаление от исламской истины, узколобие при постановке вопросов в области религиозных наук;
- предание забвению принципа призыва к благому и воздержания от дурного среди мусульман;
- отсутствие достойного, разумного и искреннего лидера достойного подражания;
- воздержание от консультаций и единомыслия;
- проникновение в исламское общество придворных представителей духовенства и псевдослужителей религии, а также использование религии в личных целях;;
- диктат, отсутствие свободы во всех сферах и ограничений религии;
- деспотические и диктаторские правители[10].

В качестве окончательных итогов аль-Кавакиби делает три основных вывода, которые берутся за принцип:
- корнем всех бед и страданий исламской уммы является невежество, а исцеление — в просвещённости и знаниях;
- мусульмане находятся в слабом положении и отсталости, а их устранение считается обязательным предписанием (ваджиб);
- необходимость проведения встреч для поиска путей устранения этих недугов и пороков[10].

Помимо деспотии, которая по мнению Абд ар-Рахмана аль-Кавакиби была главной проблемой в сознании, его также тревожили вопросы единства, сплочённости, интеграции и пробуждения мусульман в отдельности и исламского общества целом.

## В культуре
В 1998 году на экраны вышел биографический фильм сирийского режиссёра Самира Зикры «Пыль чужеземцев». Картина повествует о последних десяти годах жизни Абд ар-Рахмана аль-Кавакиби. По мнению киноведа и востоковеда А. С. Шахова, режиссёр раскрыл в фильме «незаурядную личность соотечественника, подчёркивая его редкий ум, эрудированность и горделивый патриотизм».